# Miltogramma margiana
Miltogramma margiana är en tvåvingeart som först beskrevs av Boris Borisovitsch Rohdendorf 1925.  Miltogramma margiana ingår i släktet Miltogramma och familjen köttflugor.
Artens utbredningsområde är Turkmenistan. Inga underarter finns listade i Catalogue of Life.